# Фрідріх Штайнгофф
Фрідріх Штайнгофф (нім. Friedrich Steinhoff; 14 липня 1909, Кюльштедт, Німецька імперія — 19 травня 1945, Бостон, США) — німецький офіцер-підводник, капітан-лейтенант крігсмаріне.

## Біографія
Служив на торговому флоті. 8 квітня 1934 року вступив у ВМС, служив на тральщиках. В березні 1941 року перейшов у підводний флот. З 8 грудня 1941 по 17 грудня 1942 року — командир підводного човна U-511, на якому здійснив 2 походи (разом 112 днів у морі), а також здійснив випробування підводних ракет, оскільки його брат Ернст Штайнгофф був інженером-ракетобудівником в Пенемюнде. Потім служив в штабі 7-ї флотилії.

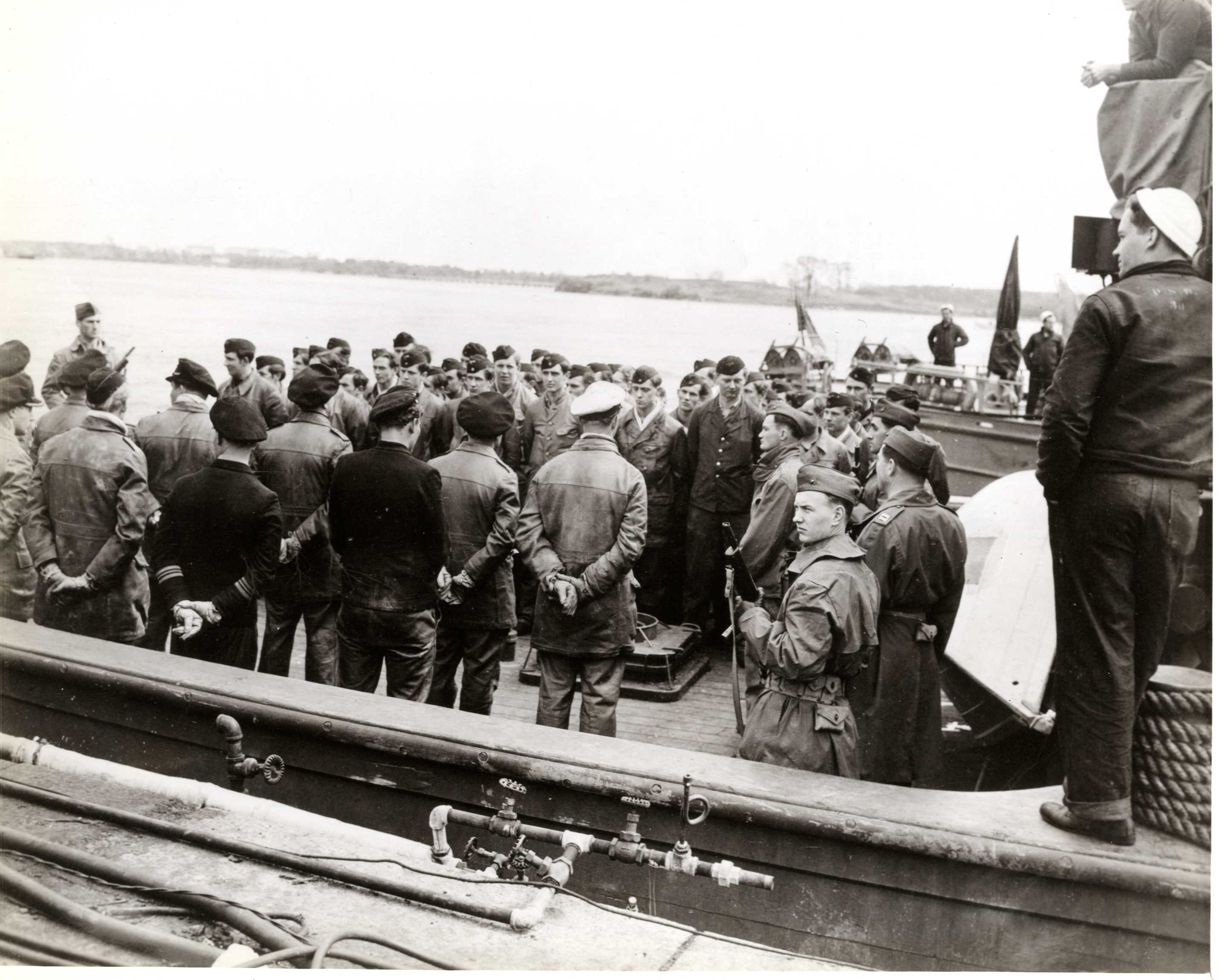
Екіпаж U-873 в полоні. Штайнгофф стоїть спиною в центрі, в білому кашкеті.

З 1 березня 1943 року — командир U-873. 30 березня 1945 року вийшов у свій останній похід. 16 травня здав свій човен американцям. Команда U-873 була відправлена в міську в'язницю Бостона, де утримувалась серед злочинців в очікуванні переведення в табір для полонених. Коли підводників вели маршем по вулицях Бостона, перехожі обзивали їх і кидали каміння та сміття. Цивільний слідчий Джек Генрі Альберті піддав Штайнгоффа важким допитам щодо ракетних підводних човнів, під час яких морський піхотинець бив його, якщо той відмовлявся відповідати. Вранці 19 травня Штайнгофф наклав на себе руки, перерізавши артерії на правому зап'ясті уламком скла від сонцезахисних окулярів. Корабельний лікар U-873 Карл Штайнке спробував надати Штайнгоффу першу допомогу, але було надто пізно. У зв'язку зі смертю Штайнгоффа командування ВМС США провело розслідування, в якому побої, а також роздачу нагород і особистих речей підводників якості сувенірів, визнали порушенням Женевської конвенції, а дії Альберті — значним перевищенням службових повноважень.
Всього за час бойових дій потопив 2 кораблі загальною водотоннажністю 21 999 тонн і пошкодив 1 корабель водотоннажністю 8 773 тонни.
| Дата           | Назва корабля            | Тип             | Тоннаж | Вантаж                            | Екіпаж | Загинули | Країна             | Конвой |
| -------------- | ------------------------ | --------------- | ------ | --------------------------------- | ------ | -------- | ------------------ | ------ |
| 27 серпня 1942 | Esso Aruba (пошкоджений) | Паровий танкер  | 8,773  | 104 170 барелів дизельного палива | 60     | 0        | США                | TAW-15 |
| 27 серпня 1942 | Rotterdam                | Тепловий танкер | 8,968  | 11 364 тонни бензину              | 48     | 10       | Нідерланди         | TAW-15 |
| 27 серпня 1942 | San Fabian               | Паровий танкер  | 13,031 | 18 000 тонн мазуту                | 59     | 26       | Британська імперія | TAW-15 |

## Сім'я
Був одружений, мав одну дитину.

## Звання
- Кандидат в офіцери (8 квітня 1934)
- Фенріх-цур-зее (1 липня 1935)
- Оберфенріх-цур-зее (1 січня 1937)
- Лейтенант-цур-зее (1 квітня 1937)
- Оберлейтенант-цур-зее (1 квітня 1939)
- Капітан-лейтенант (1 грудня 1941)

## Нагороди
- Медаль «За вислугу років у Вермахті» 4-го класу (4 роки)
- Залізний хрест 2-го і 1-го класу
- Нагрудний знак підводника